# Brđani (Pleternica)
Brđani su naselje u Republici Hrvatskoj u Požeško-slavonskoj županiji, u sastavu grada Pleternice.

## Zemljopis
Brđani je smješteni oko 10 km jugoistočno od Pleternice,  susjedna naselja su Mihaljevići na sjeveru, Ravan na jugu, Brčino na istoku, te Bilice na jugozapad.

## Stanovništvo
Prema popisu stanovništva iz 2011. godine Brđani su imali 49 stanovnika.
| broj stanovnika | 148   | 125   | 108   | 119   | 139   | 135   | 132   | 149   | 169   | 178   | 170   | 116   | 100   | 68    | 52    | 49    | 32    |
|                 | 1857. | 1869. | 1880. | 1890. | 1900. | 1910. | 1921. | 1931. | 1948. | 1953. | 1961. | 1971. | 1981. | 1991. | 2001. | 2011. | 2021. |